# Ponca
Ponca (Puncaw).- Pleme prerijskih Indijancev iz skupine Dhegiha, družina Siouan, se je v prvi polovici 19. stoletja naselilo ob desnem bregu Missouri ob izlivu Niobrara, danes pa v Nebraska in Oklahoma. Skupino Dhegiha sestavljajo plemena Omaha, Kansa, Quapaw in Osage.

## Ime
Pomen imena ponca ni znan. Druga imena zanje so bila "Díhit", "Li-hit" ali "Ríhit", med Pawnee Indijanci; Kan'kaⁿ (Winnebago); in Tchiáxsokush (Caddo).

## Zgodovina
Ime Dhegiha se nanaša na plemena Osage, Ponca, Quapaw, Omaha in Kansa, ki so po izročilu v starih časih živela v dolini Ohio, od koder so se selila v smeri reke Osage. Na tem območju sta se Ponce in Omaha ločila od ostalega Dhegiha in se preselila v današnjo jugozahodno Minnesoto. Vojna s Siouxi prežene Ponce proti Black Hills, v Južni Dakoti. Zdi se, da se je skupina tam ponovno združila in se nato odpravila proti izlivu reke Niobrara v Nebraski. Ponce ostaja tukaj, ostale skupine pa so se razšle. Do prihoda odprave Lewisa in Clarka (1804) jih je ostalo samo 200 in tam so ostali do leta 1877, ko so odšli na indijansko ozemlje (danes Oklahoma), v rezervat Quapaw. 
25 % plemena je ostalo na starem območju v Nebraski, 25 % pa jih je na svojem nesrečnem potovanju poginilo. Leta 1879 je tretjina plemena umrla zaradi malarije, vključno s sinom poglavarja Stoječega medveda (1829-1908). Januarja istega leta je z majhno skupino bojevnikov zapustil Indijsko ozemlje in se odpravil v Nebrasko, da bi pokopal svojega sina. Aretirali so jih in zaprli v Fort Omaha. Novinar Thomas Henry Tibbles (1838-1928), borec za pravice ameriških staroselcev, ki se je kasneje (1882) poročil z Inshata-Theumba /belcem znana kot Susette ("Bright Eyes") LaFlesche/, s pomočjo dveh odvetnikov John L. Webster in A.J. Poppleton, je trdil, da so bili Indijanci ljudje, ki jih mora zakon zaščititi (niso veljali za državljane ZDA) in aprila 1879. je sodnik Elmer S. Dundy razsodil v njihovo korist. Med mandatom 19. predsednika Rutherforda B. Hayesa od 1877-1881 je bilo ozemlje ob reki Niobrara v Nebraski končno podeljeno Indijancem Ponca.

## Narodopisje
Ponce so pleme s prerijsko kulturo (lov na bizone in Sončni ples). Rod Ponca je po očetovi liniji in položaj poglavarja je deden znotraj klana, vendar so samo sinovi pokojnega poglavarja upravičeni do volitev. Po mnenju Morgana je patrilinearnost med njimi novejšega datuma, saj je bilo v njegovem času računanje po ženski liniji prisotno med 8 plemeni Missouri, vključno z Missouria Indijanci in Otoe Indijanci, pa tudi med Mandani.
Ponce čutijo, ugotavlja Kaj Birket-Smith, mistično povezavo s totemom, kar je značilno tudi za Avstralce, iz katerih so nastale skupine, ki vzdržujejo kulte groma ali [[Bizon|bizona]], kot je Bison Group, ki upravlja lov na bivole.

## Slavni Ponca Indijanci
Med slavnimi Ponca Indijanci danes so: Casey Camp-Horinek, ameriška igralka, ki je igrala vlogo Irene v Lahko noč Irene (2005), Sky Woman v DreamKeeper (2003), Elsie Flood v Lakota Woman: Siege at Wounded Knee (1994), Pale Moon v Lakota Moon (1992), Geronimova mati v Geronimo (1993) in Mati klana Oneida v The Broken Chain (1993).